# سومل
سومل هو ملك أموري لسلالة لارسا حكم من سنة 1841 ق م حتى سنة 1830 ق م، خلف الحكم من أبيه أبيصار وخلفه في الحكم إبنه نور أداد، خاض عدة حروب ضد كازالو و أكوسوم وتمكن من ضم عدة مدن وقرى إلى حكمه.